# Empedrado portugués
El empedrado portugués («calçada portuguesa», en portugués; «pedra portuguesa», en portugués brasileño) es un tipo particular de revestimiento de suelo utilizado sobre todo en la pavimentación de aceras y espacios públicos en general. Este tipo de unidad es de uso frecuente en Portugal y Brasil. Es posible encontrarlo también en otros territorios que conformaban el antiguo Imperio portugués.
El empedrado portugués es el resultado de la pavimentación con piedras de forma irregular, generalmente de piedra caliza o basalto, que se pueden utilizar para formar patrones decorativos mediante el contraste entre las piedras de diferentes colores. Los colores más tradicionales son el blanco y el negro, aunque también son populares el marrón y el rojo. En algunas regiones brasileñas, sin embargo, se pueden encontrar piedras en azul y verde. En Portugal, los trabajadores cualificados en la colocación de este tipo se conocen como mestres calceteiros.
Este adoquinado, como su nombre indica, es originario de Portugal, habiendo surgido en su forma actual a mediados del siglo XIX. Es ampliamente utilizado en la pavimentación de zonas peatonales, parques, plazas, patios, y otros espacios similares. En Brasil, este fue uno de los materiales más populares usados en el paisajismo del siglo XX debido a su flexibilidad de montaje y de composición plástica. Su aplicación se puede observar en proyectos como la acera de la playa de Copacabana (obra de Roberto Burle Marx) o espacios en la antigua Avenida Central, ambos en Río de Janeiro.

## Historia

### Antecedentes
La primera civilización en usar mosaicos policromáticos de piedra caliza y basalto para pavimentar fue la griega, en que se solía adornar patios internos y ágoras con patrones geométricos e imágenes de dediades femeninas o de musas; de ahí el término griego mosaicon. Posteriormente, los romanos pasarían a desarrollar y emplear la técnica del mosaico profusamente para pavimentar las casas de las familias nobles de Roma. Los mosaicos descubiertos en Herculano y Pompeya revelan la intensidad de su uso en la pavimentación de casas, ciudades y villas romanas, como de su vinculación con el arte, el lujo y la posición social. Los romanos extenderían el uso de esta técnica a diferentes lugares del imperio, incluyendo Lusitania. El historiador del arte Monterroso Teixera y el arquitecto Barbosa Caldeira estiman que existe una descendencia directa entre el mosaico romano y el empedrado portugués.

### Desarrollo y expansión

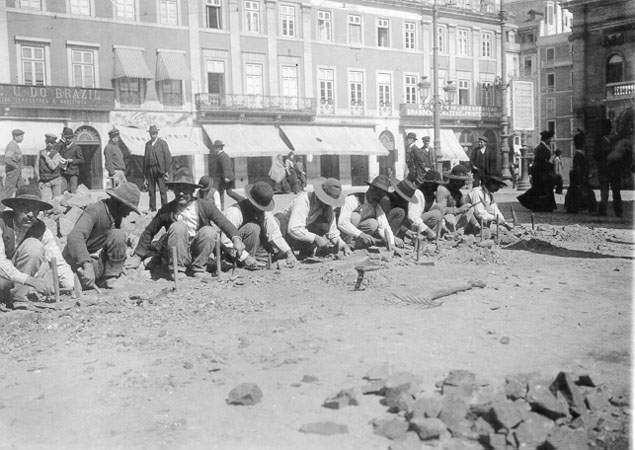
Calceiteiros trabajando en Lisboa, 1907.

El empedrado portugués como se conoce actualmente fue empleado por primera vez en Lisboa entre los años 1840 y 1846. El trabajo fue realizado por reclusos y ordenada por el gobernador militar del Castillo de San Jorge, el teniente general e ingeniero Eusebio Pinheiro Furtado. El diseño utilizado en este trazado es un camino simple (en tipo zig-zag) pero inusual para la época, impulsando a los cronistas portugueses escribir sobre ello.
En 1848 se concedieron nuevos fondos a Eusebio Furtado para que sus hombres pavimentaran toda la zona de la Praça do Rossio -una de las más conocidas y céntricas de Lisboa, con una extensión de 8.712 m²-, con un diseño de ondas alternadas en blanco y negro en homenaje al océano surcado por los navegantes portugueses. A partir de éste momento, el adoquinado se extendió rápidamente por todo el país y sus colonias, mediante el ideal subyacente de la moda y el buen gusto, ampliándose su sentido artístico. Todo lo cual se alió a un concepto de funcionalidad y supuso la creación de verdaderas obras maestras en las zonas peatonales. Por lo tanto, en tan sólo un paso más, este arte cruzó más allá de las fronteras portuguesas, siendo solicitados maestros calceteiros para realizar la pavimentación en el extranjero.
Durante la última década del siglo XIX, el empedrado portugués se extiendió a España. La primera de la que se tiene constancia se encuentra en la plaza de Cervantes de Badajoz (conocida como plaza de San Andrés), fechada en 1888. También se ha registrado por el comerciante Julio Cesar Augusto Cordeiro bajo la patente número 17.498 con duración de 20 años, se empleó en 1896 para pavimentar los laterales del Salón de San Juan en Barcelona, ampliándose su alcance en 1909 y 1917-1920.
En Brasil, este tipo de empedrado se utilizó por primera vez en Manaos en 1905, luego en Belo Horizonte y después en Río de Janeiro. En esta última ciudad, el alcalde Francisco Pereira Passos fue su principal impulsor, formando parte de las medidas urbanísticas adoptadas para la modernización de la entonces capital del país. La primera calle en adoptar el empedrado fue la Avenida Rio Branco, con calceteiros, diseños e incluso piedras traídas desde Portugal. El material restante fue destinado a pavimentar la recientemente inaugurada Avenida Atlântica con su icónico diseño de ondas en la playa de Copacabana. En adelante, el empedrado portugués se extenderá por distintos de la ciudad carioca. A diferencia de Portugal, en que los colores de las piedras se limitan a blanco y negro, en Brasil además se utilizan piedras rojas, amarillas o girses.

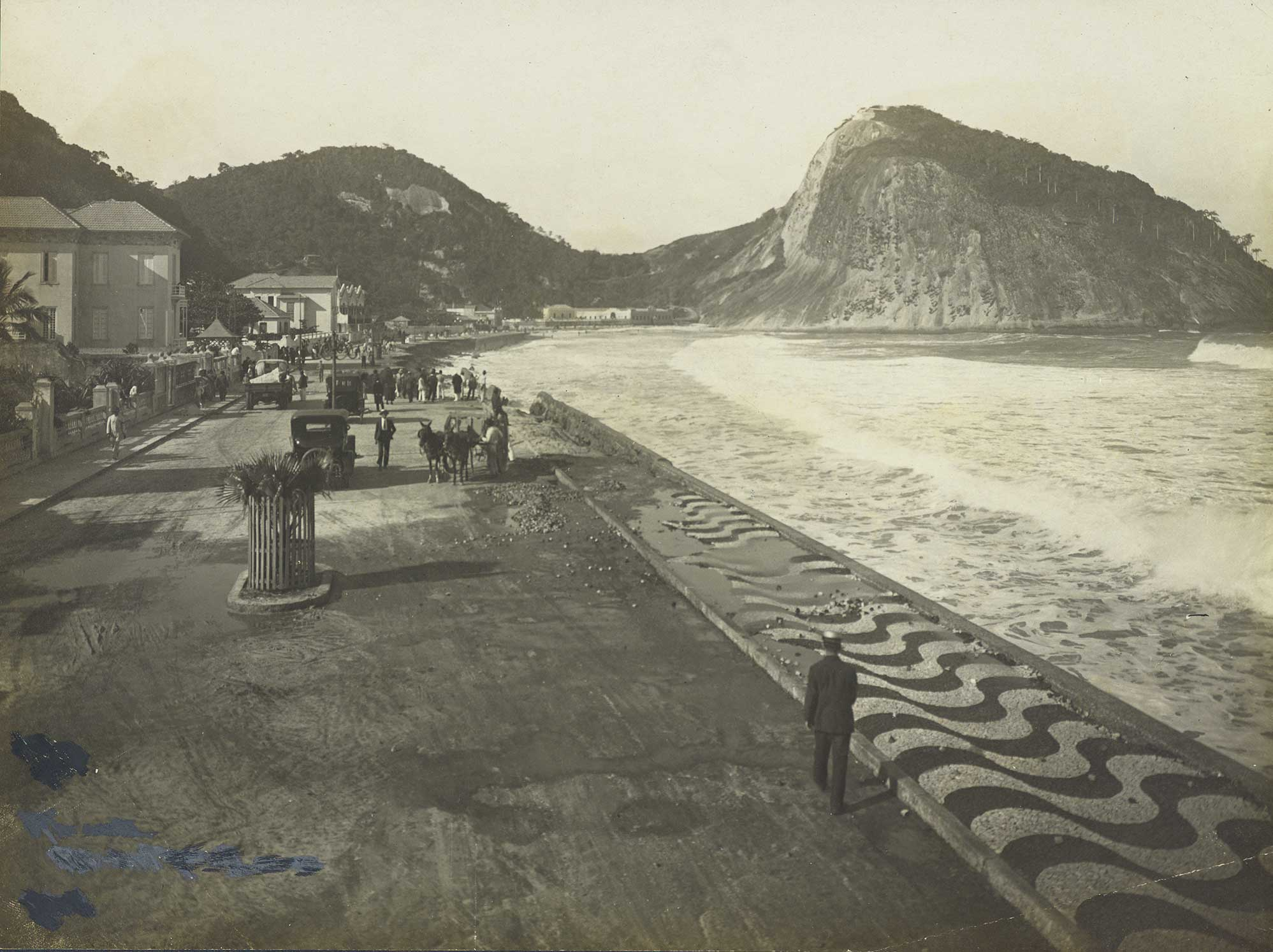
Diseño original de la Avenida Atlântica, Río de Janeiro, 1921.

Desde la década de 1940, el empedrado en Portugal evoluciona conforme a los principios del Estilo internacional, adoptando patrones geométricos abstractos. El empedrado portugués también se empleó en proyectos desarrollados por los arquitectos brasileños modernos, conjugando materiales tradicionales con intervenciones contemporáneas. Roberto Burle Marx lo empleó en muchas de sus obras, incluida la remodelación de la Avenida Atlântica y el paseo de Copacabana que le fue encargada en los años 70.
En 1986 el Ayuntamiento de Lisboa construyó una escuela para pavimentadores ubicada en Quinta del Conde dos Arcos. En diciembre de 2006 fue inaugurado un monumento al calceteiro, que se encuentra en la Rua da Vitória.
En 2021, el empedrado portugués fue presentado como candidato a la categoría de Patrimonio Cultural Inmaterial Nacional de Portugal, con el objeto de preservarlo como "elemento identitario". En España, el empedrado de la plaza de San Andrés en Badajoz, el ejemplar más antiguo de todo el país y que data de 1888, fue incluido como bien protegido en el Inventario de Patrimonio Histórico y Cultural de Extremadura.

### Remoción

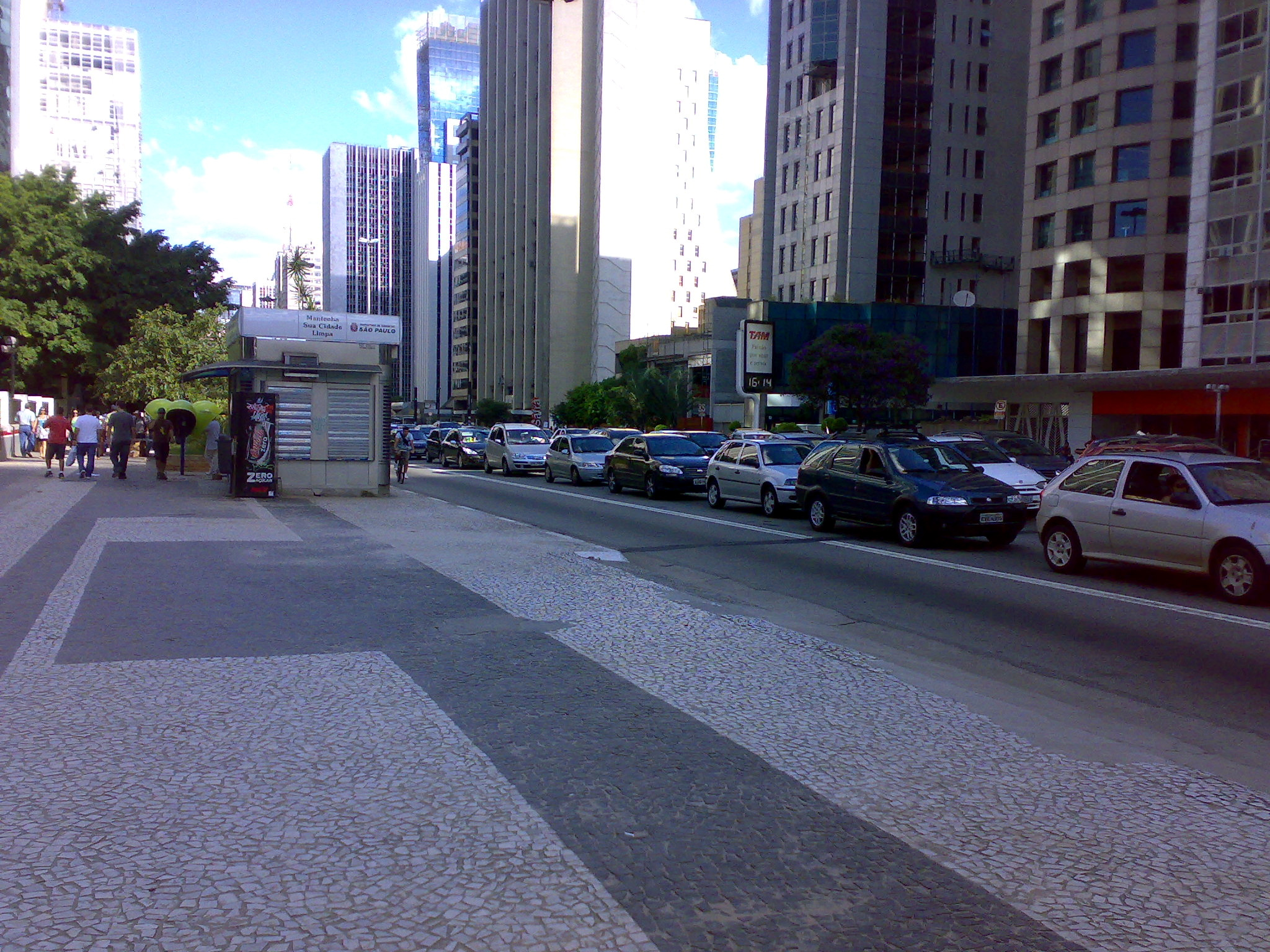
Empedrado portugués en la Avenida Paulista, São Paulo, en 2008. Ésta y varias otras secciones de la ciudad han reemplazado su tradicional empedrado por veredas de cemento a lo largo de los años.

Sin perjuicio de su valor patrimonial, el empedrado portugués ha encontrado ciertos cuestionamientos en tiempos recientes, especialmente en lo concerniente a su accesibilidad. Se ha hecho notar su naturaleza resbaladiza, que se acrecienta con el desgaste de sus piedras a lo largo del tiempo. En épocas de lluvia, aparte de agravar éste carácter, permite la acumulación de agua en sus puntos más desgastados y cóncavos, muchas veces difíciles de eludir. Sus desventajas incluyen también la proliferación de hierbas y musgo entre sus piedras. La propensión a que sus adoquines se suelten es otro de sus principales problemas, requiriendo de una mantención y reemplazo constante para evitar posibles tropiezos por parte de los transeúntes. Éstas características han resultado en especiales dificultades para peatones de tercera edad, con movilidad reducida, usuarios de silla de ruedas, mujeres embarazadas, bebés en coche, entre otros. Este tipo de piso también es particularmente desgastante para varios tipos de calzado.
En Portugal, en 2005, se reemplazó totalmente el empedrado por adoquines de granito en el centro de la ciudad de Oporto. En 2016, la ciudad de Lisboa aprobó un plan de accesibilidad peatonal que causó polémica al contemplar la retirada del empedrado tradicional en "zonas donde represente un peligro", arguyendo que dificulta el desplazamiento de personas mayores y con movilidad reducida.
En Brasil, desde 2007 se inició un plan de renovación de la Avenida Paulista en São Paulo que conllevó la sustitución casi total de su empedrado portugués por veredas de cemento.

## Técnica
Los pavimentadores utilizan el sistema de unión de las piedras calizas (Diaclasas) junto con la ayuda de un martillo, para hacer pequeños ajustes en las piedras y el uso de plantillas para marcar las zonas de colores diferentes, de manera que los motivos se repiten en secuencia lineal o en las dos dimensiones del plano. La geometría del siglo XX ha demostrado que hay un número limitado de posibles simetrías en el plano: 17 lineales y 7 en las dos dimensiones.
El asentamiento de las piedras se realiza sobre una base de arena y una capa de polvo de piedra, sobre la cual se colocan piedras de 4 a 13 cm², dejando entre ellas la mínima distancia posible. Para cerrar los juntes se cubre su superficie con arena o un polvo de piedra que es regado y golpeado con un mazo para compactar su base y asegurar su correcto asentamiento. En caso de que la construcción de la acera contemple motivos decorativos o mosaicos particularmente complejos, se suelen utilizar moldes guía para la colocación de las piedras, hechos de madera tratada para soportar la humedad del proceso.

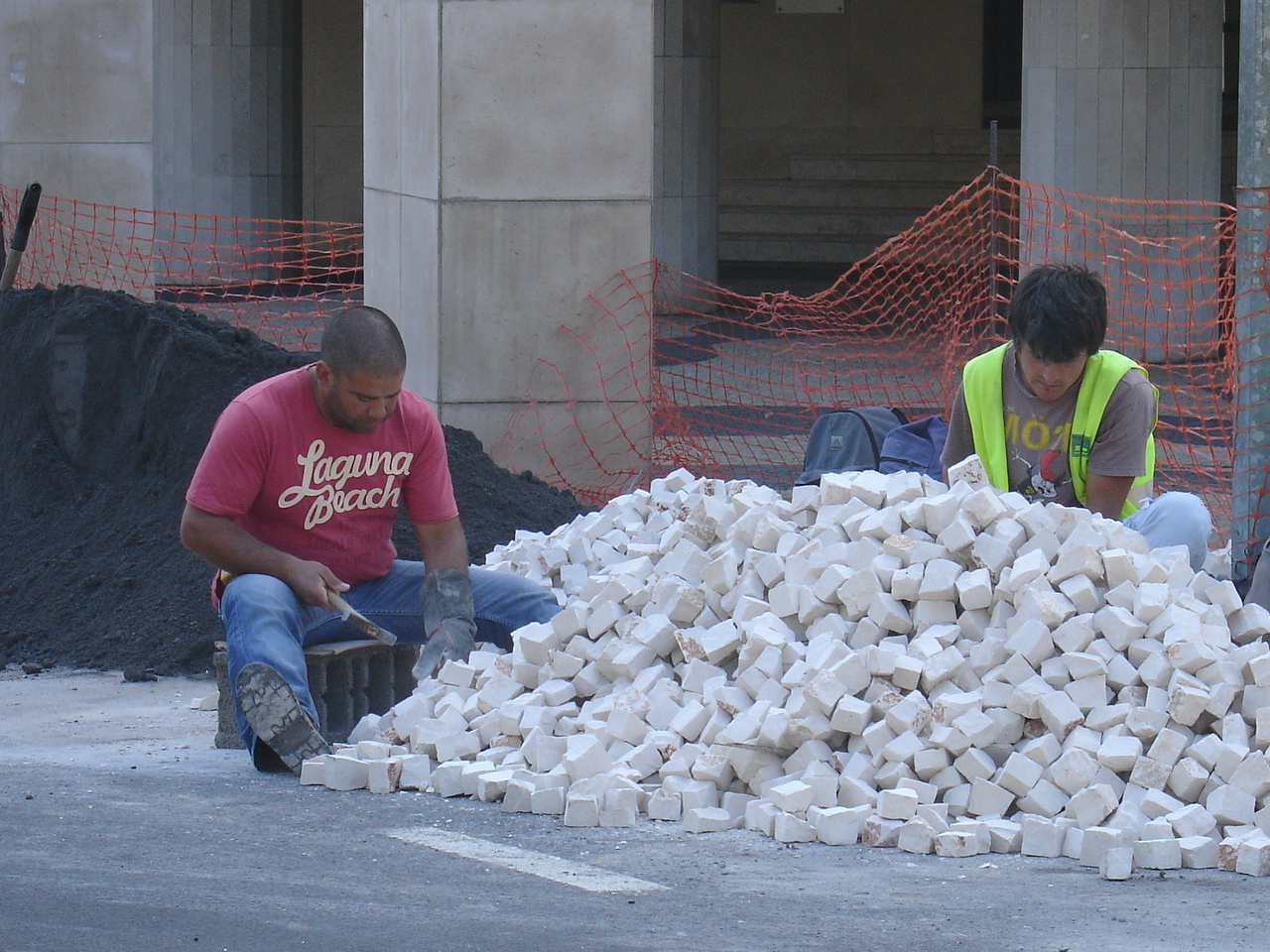
1. Preparación y tallado de las piedras.
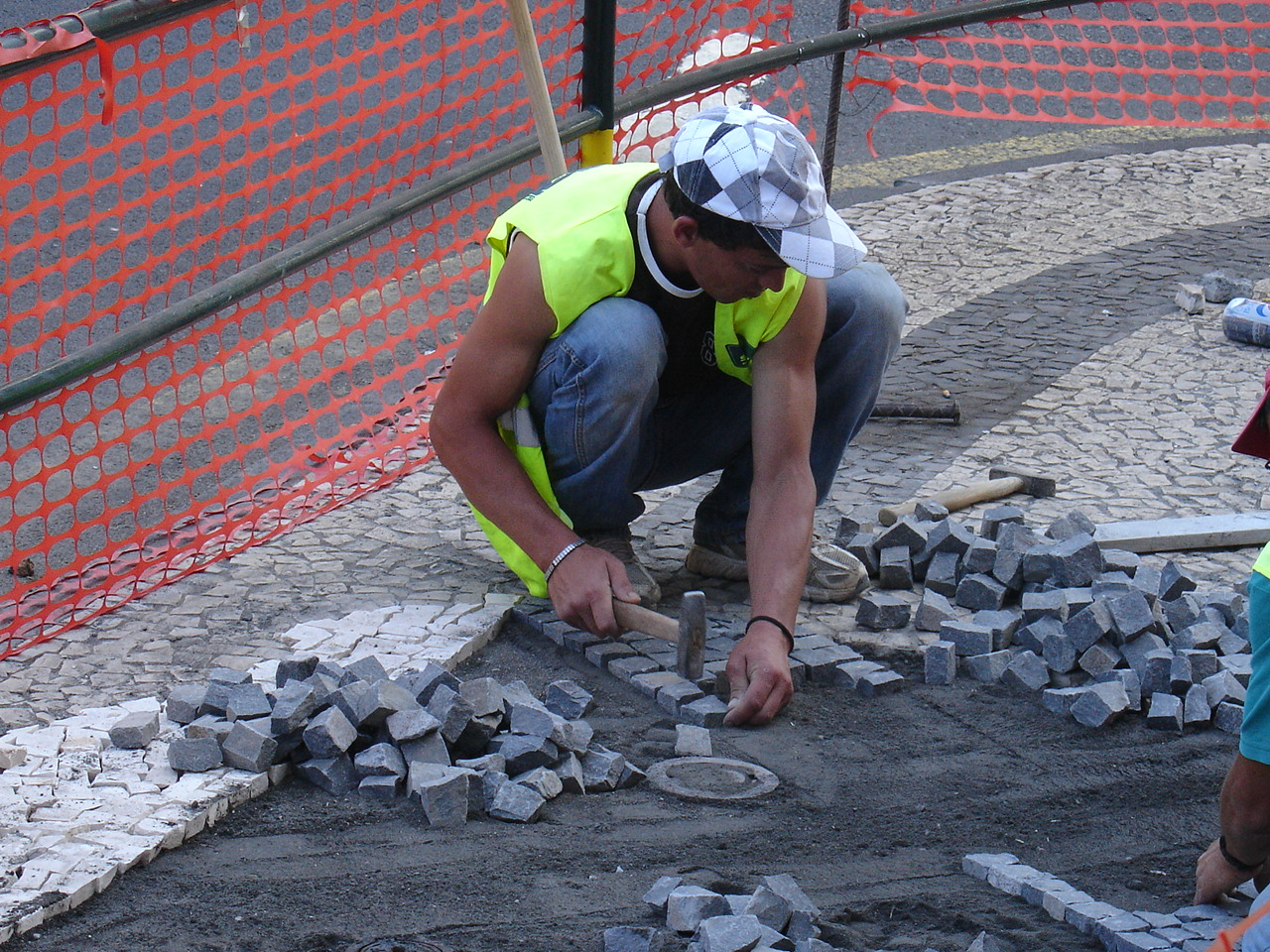
2. Colocación y asentamiento de las piedras sobre base de arena.
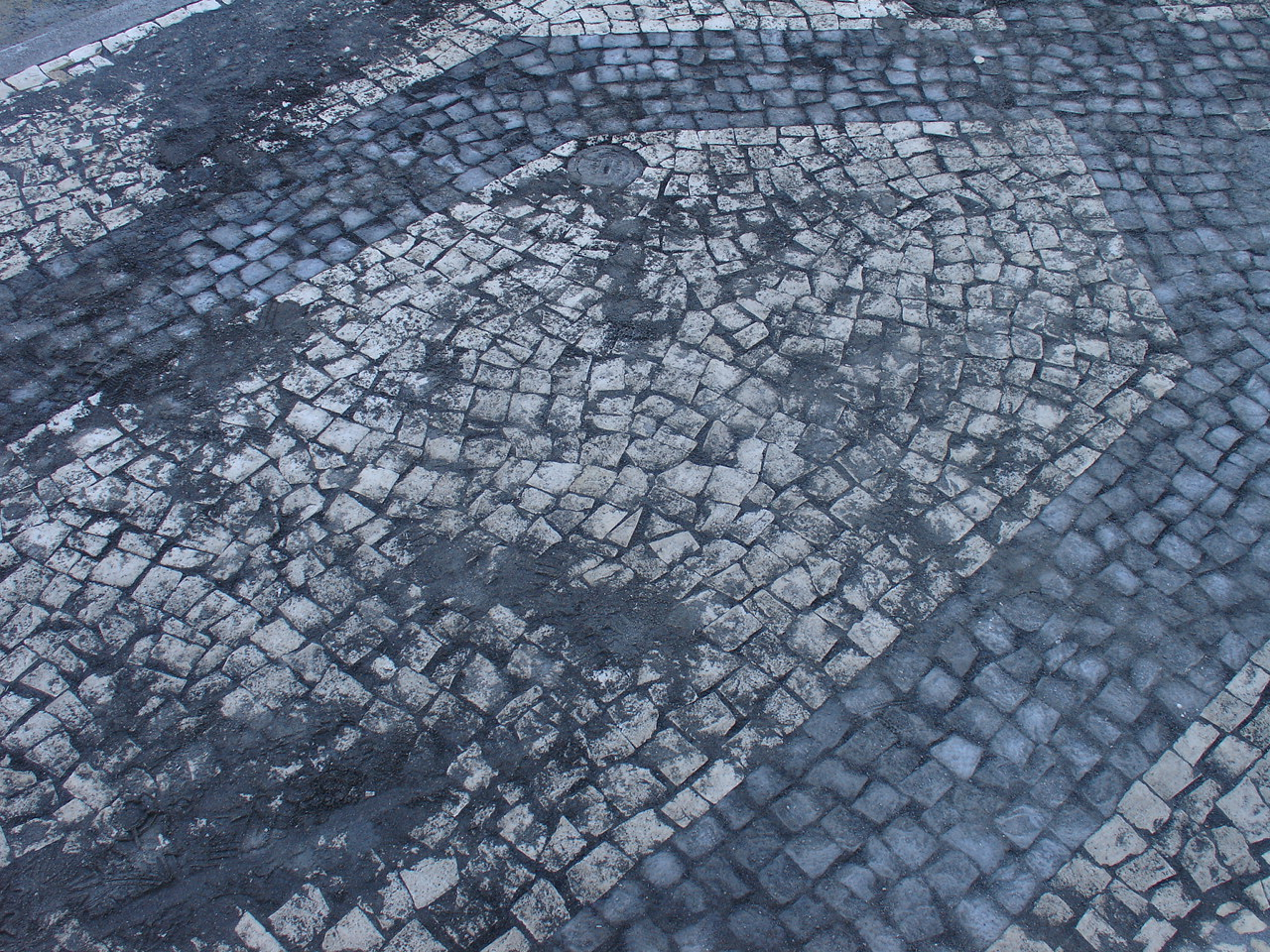
3. Aplicación de mezcla de cemento.
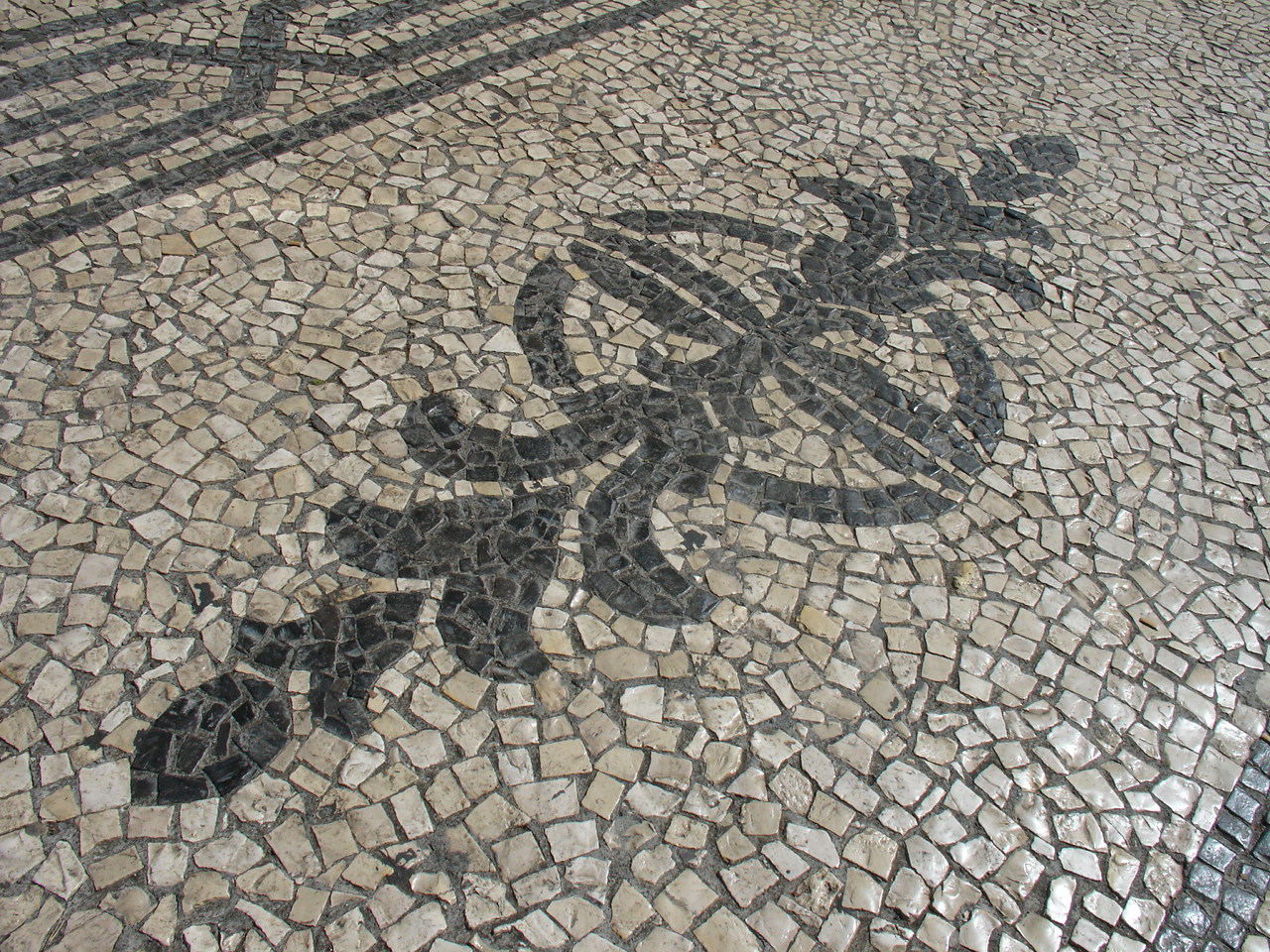
4. Resultado final.

## Galería de imágenes

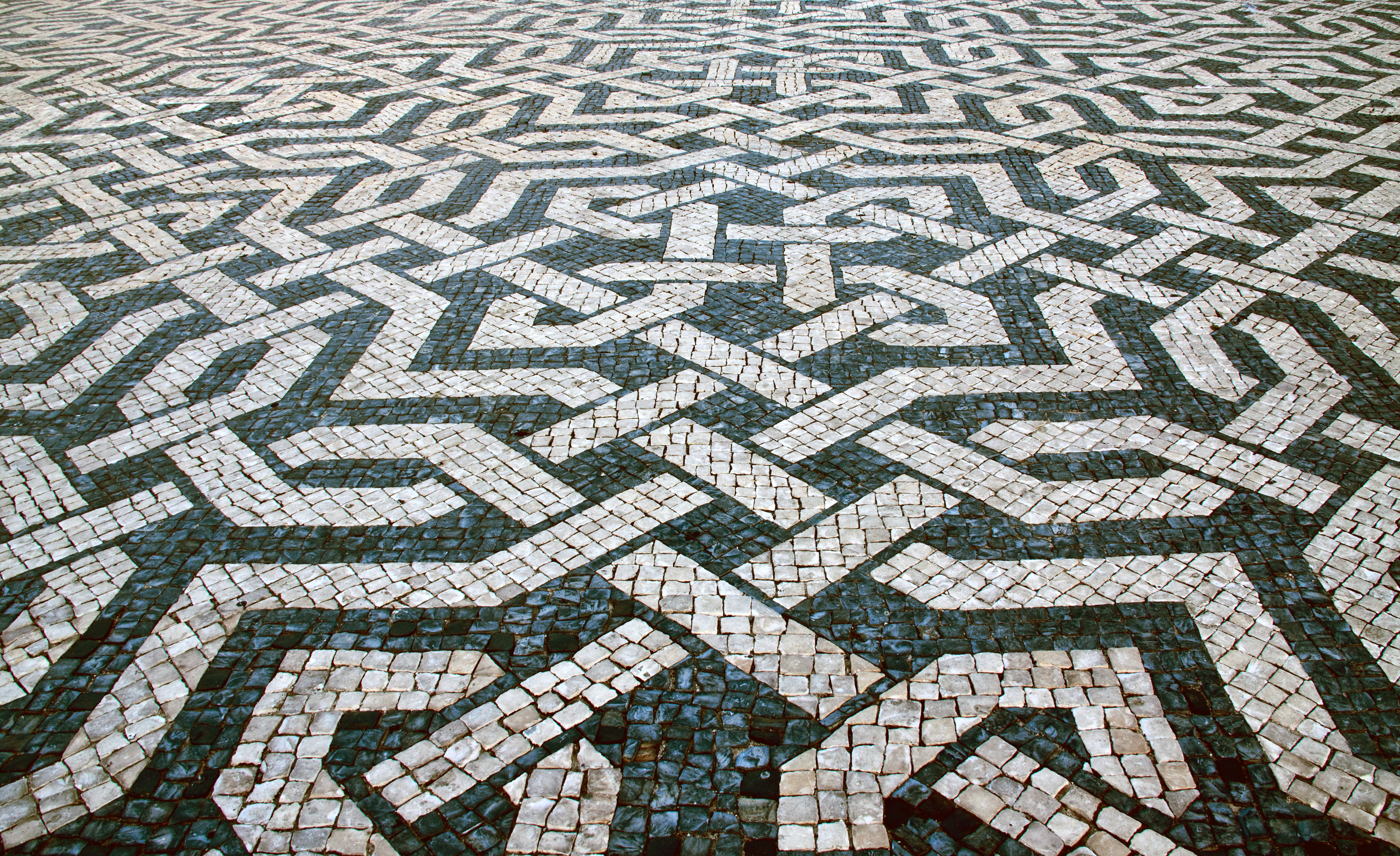
Praça dos Restauradores, Lisboa
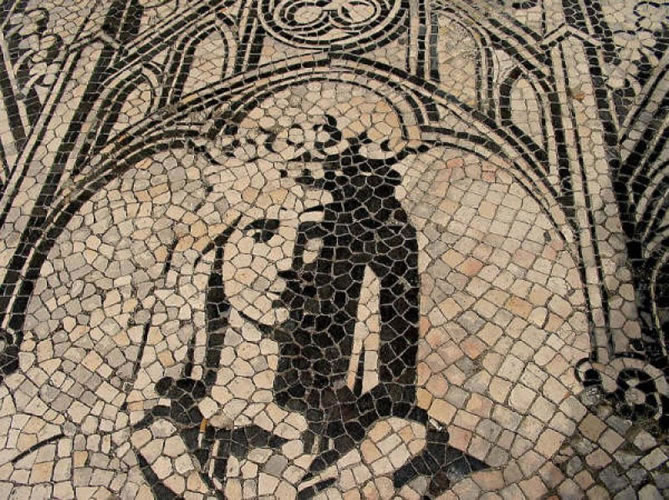
Universidad de Coímbra, Coímbra
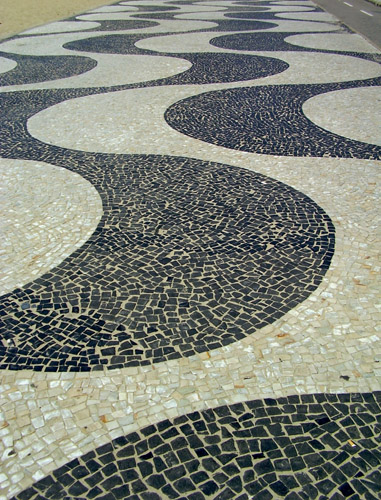
Calzada de la playa de Copacabana , Río de Janeiro
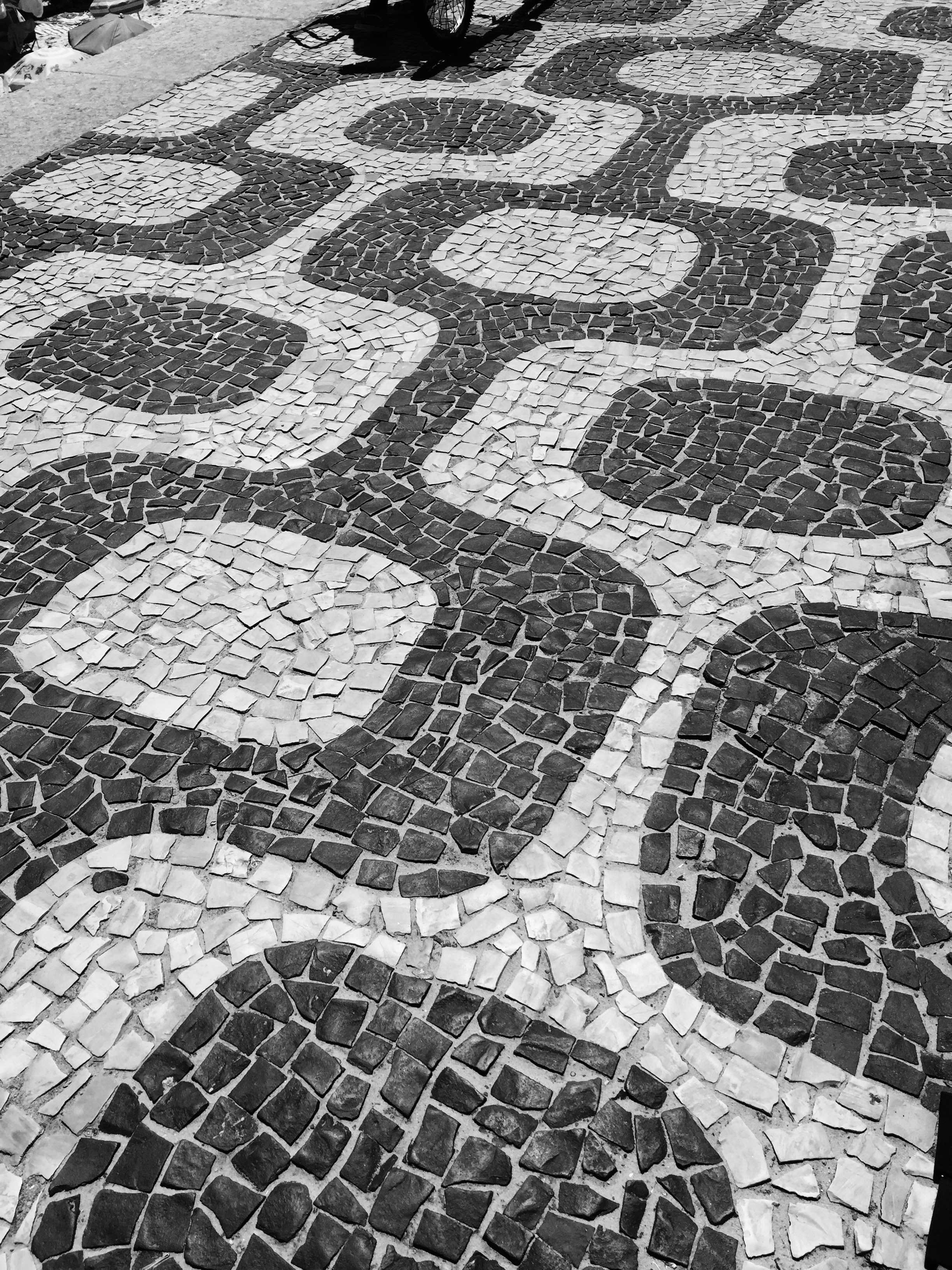
Calzada de Ipanema , Río de Janeiro
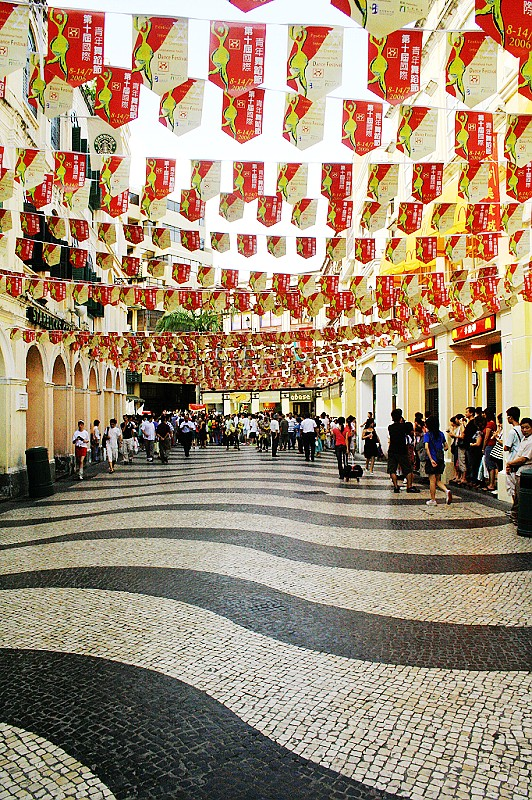
Largo do Senado, Macao
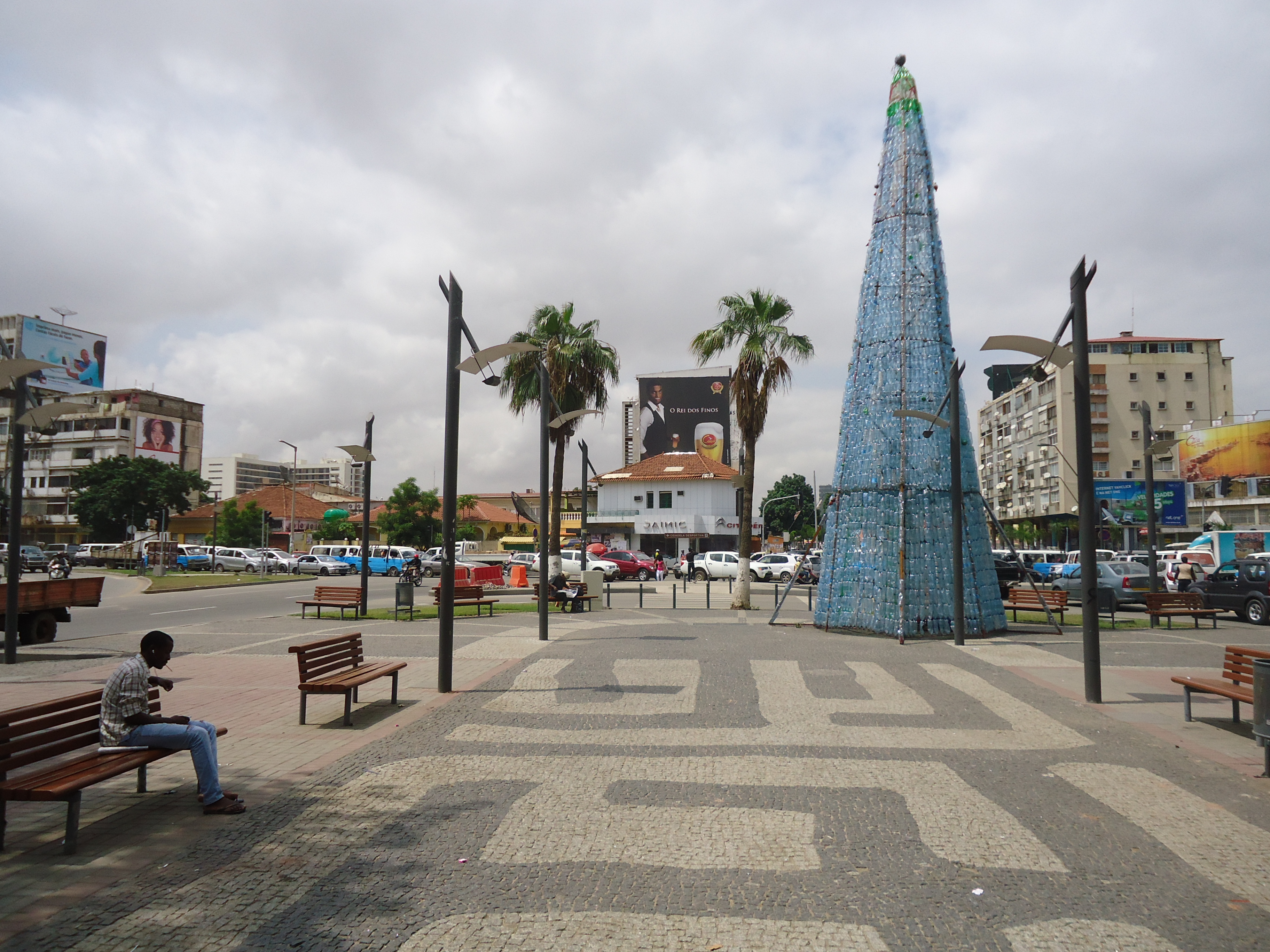
Luanda, Angola
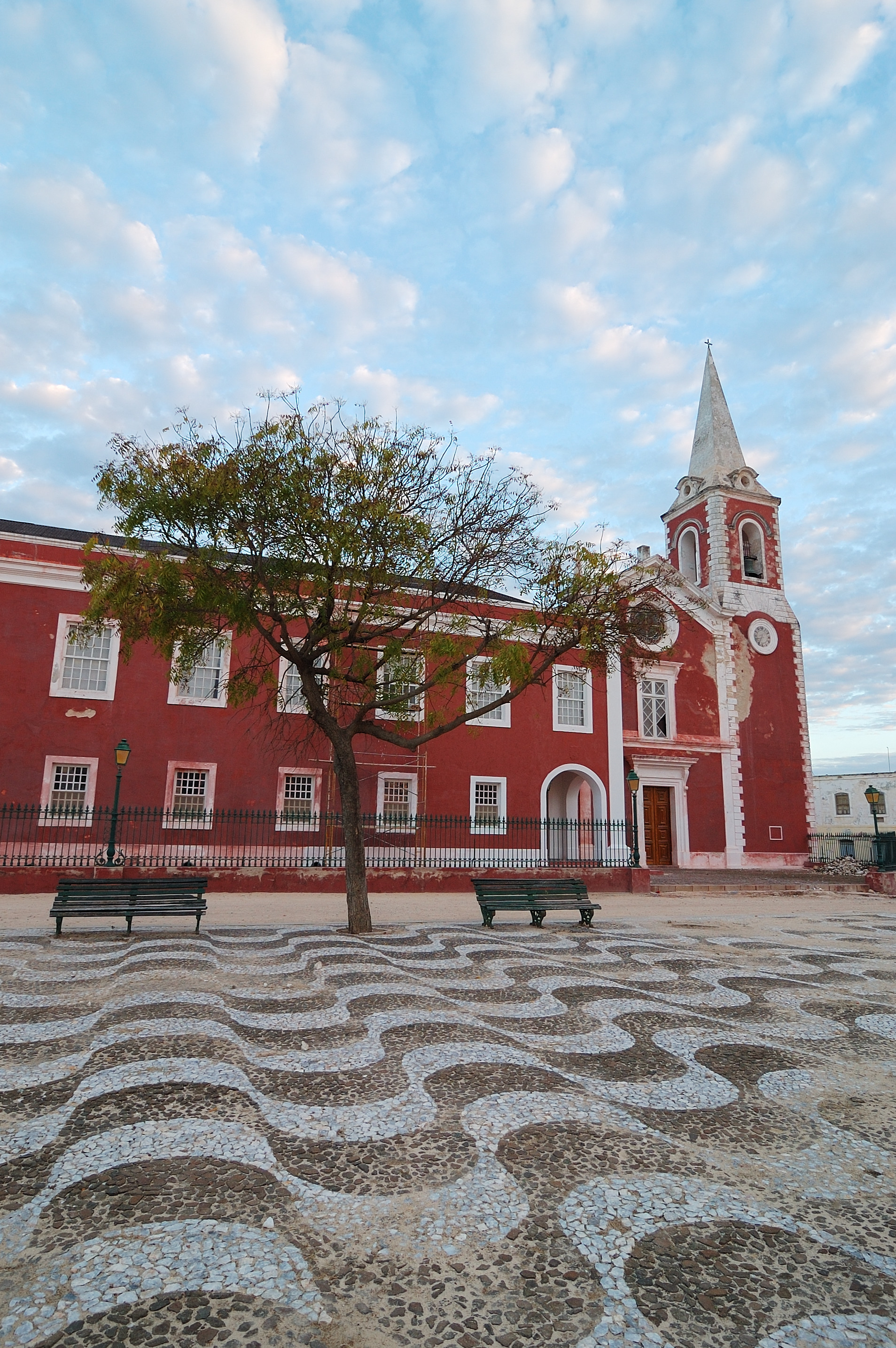
Isla de Mozambique
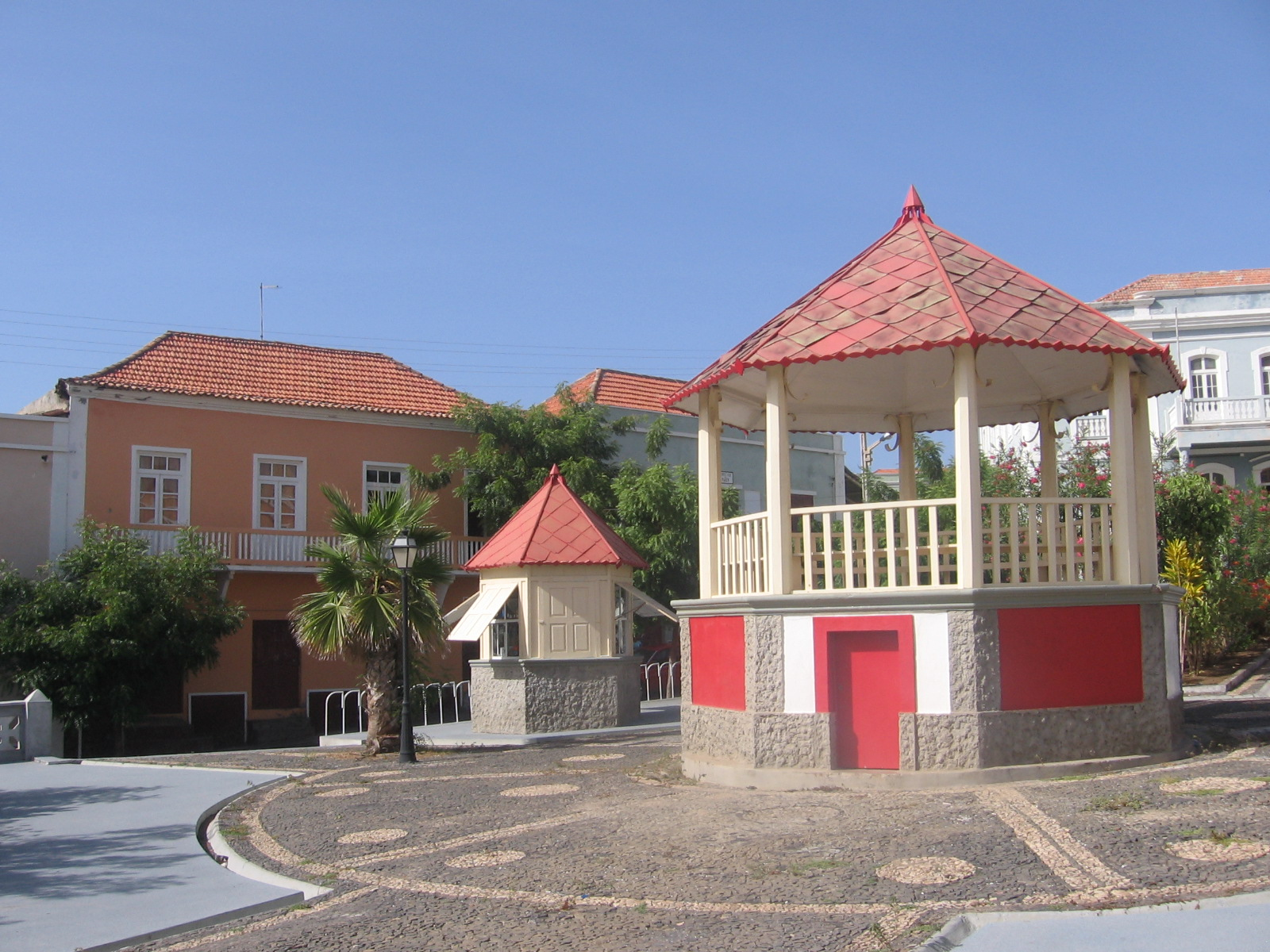
São Filipe, Cabo Verde
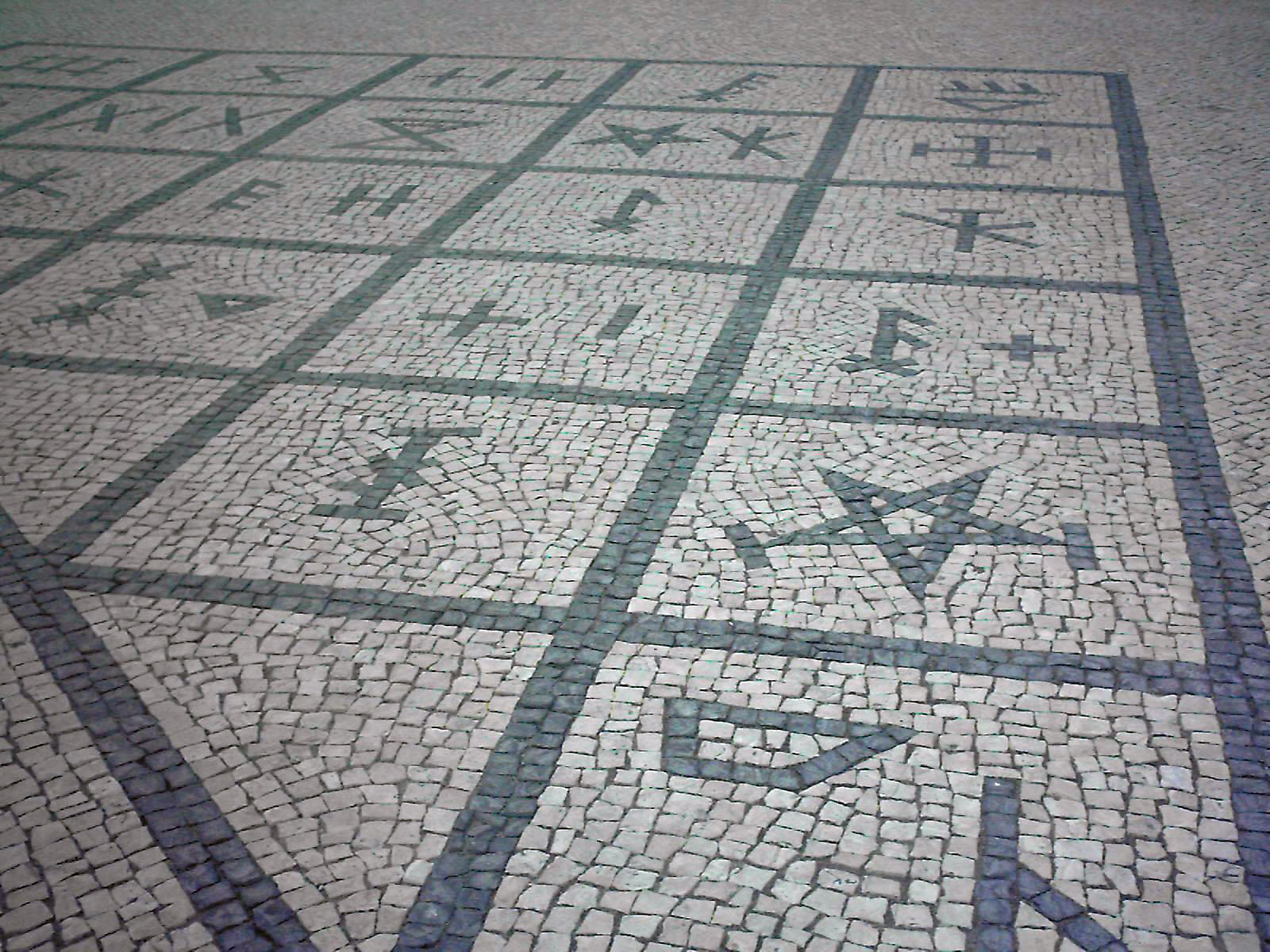
Siglas poveiras, Póvoa de Varzim
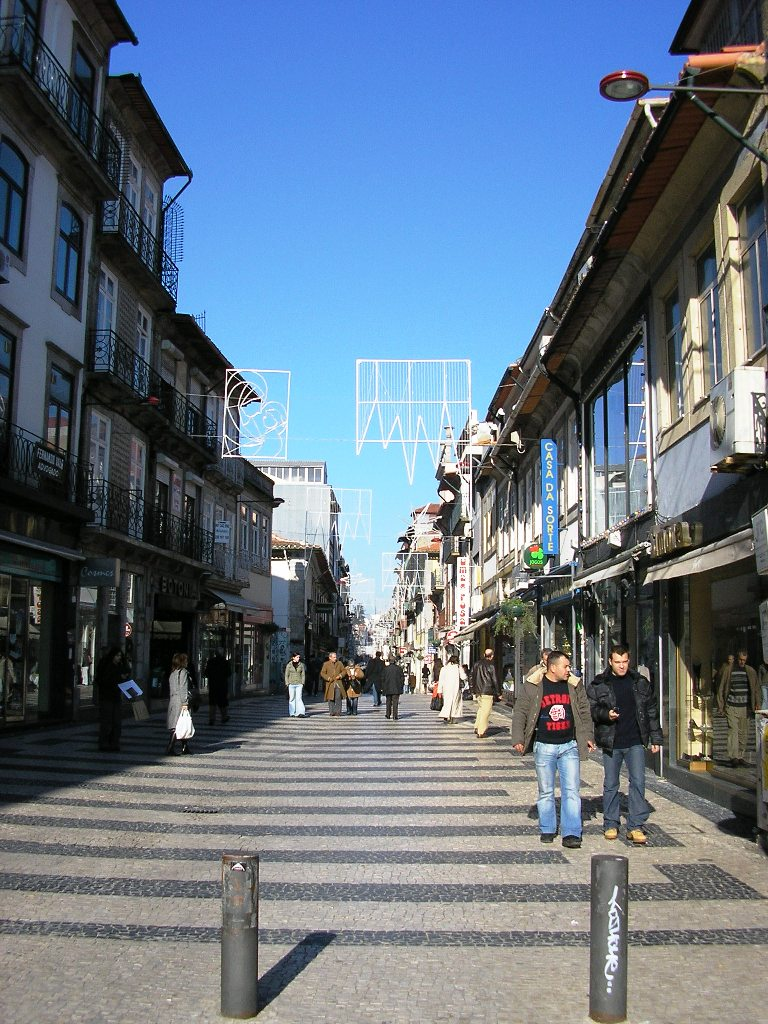
Rua de Cedofeita, Oporto
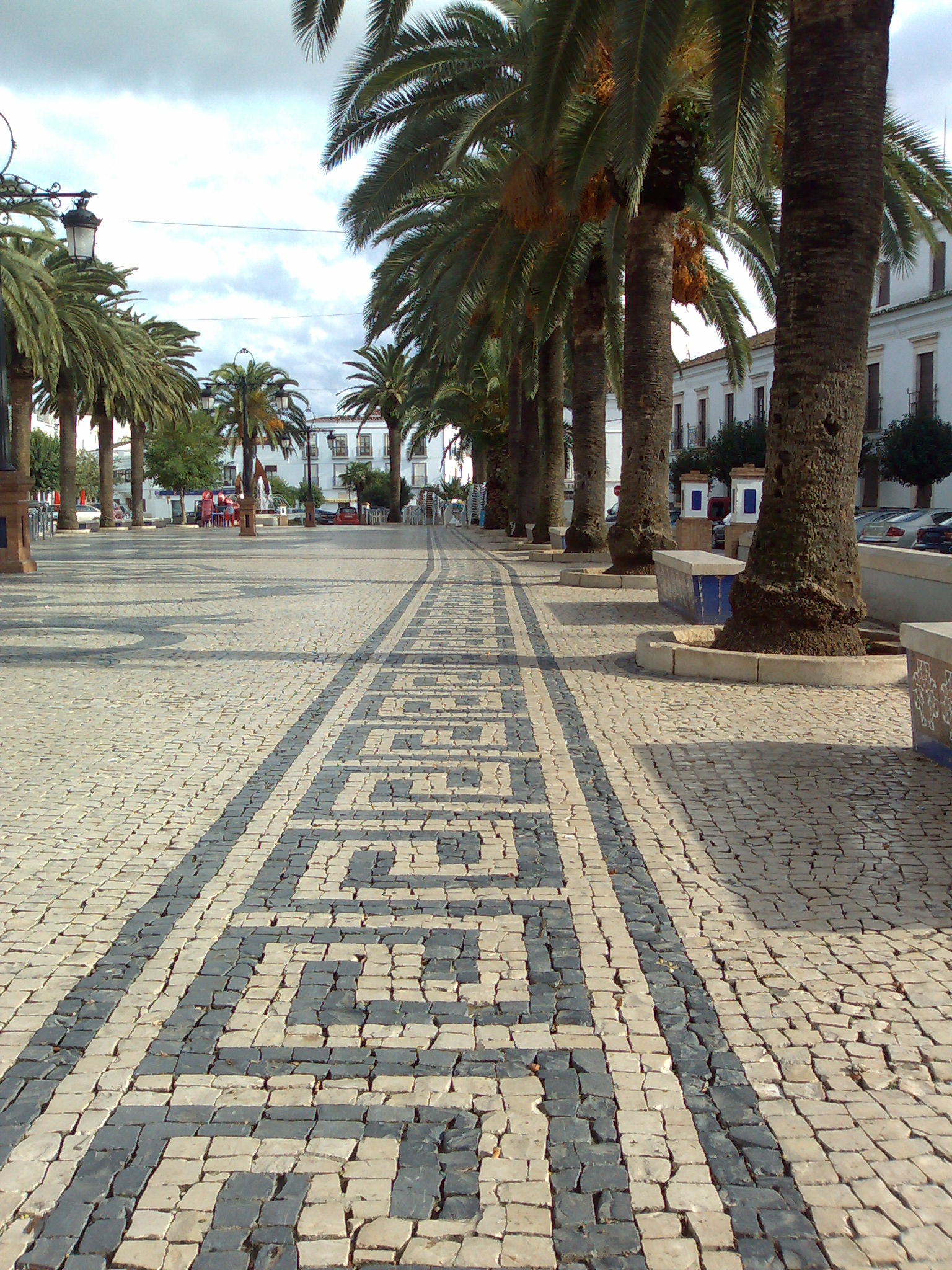
Plaza de España, Olivenza
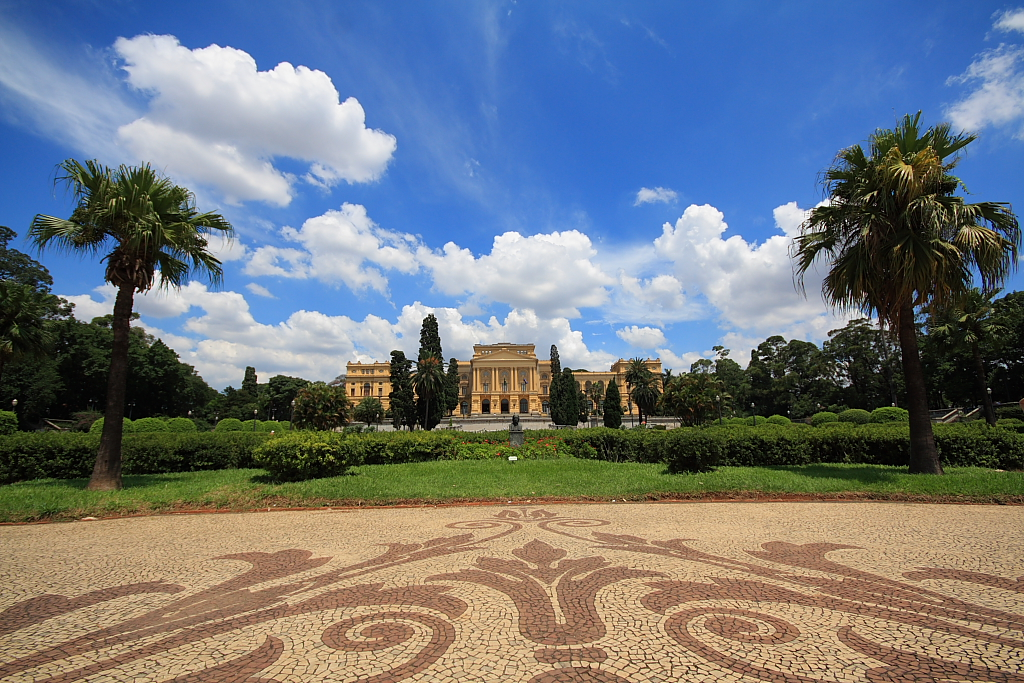
Plaza de la Independencia, São Paulo
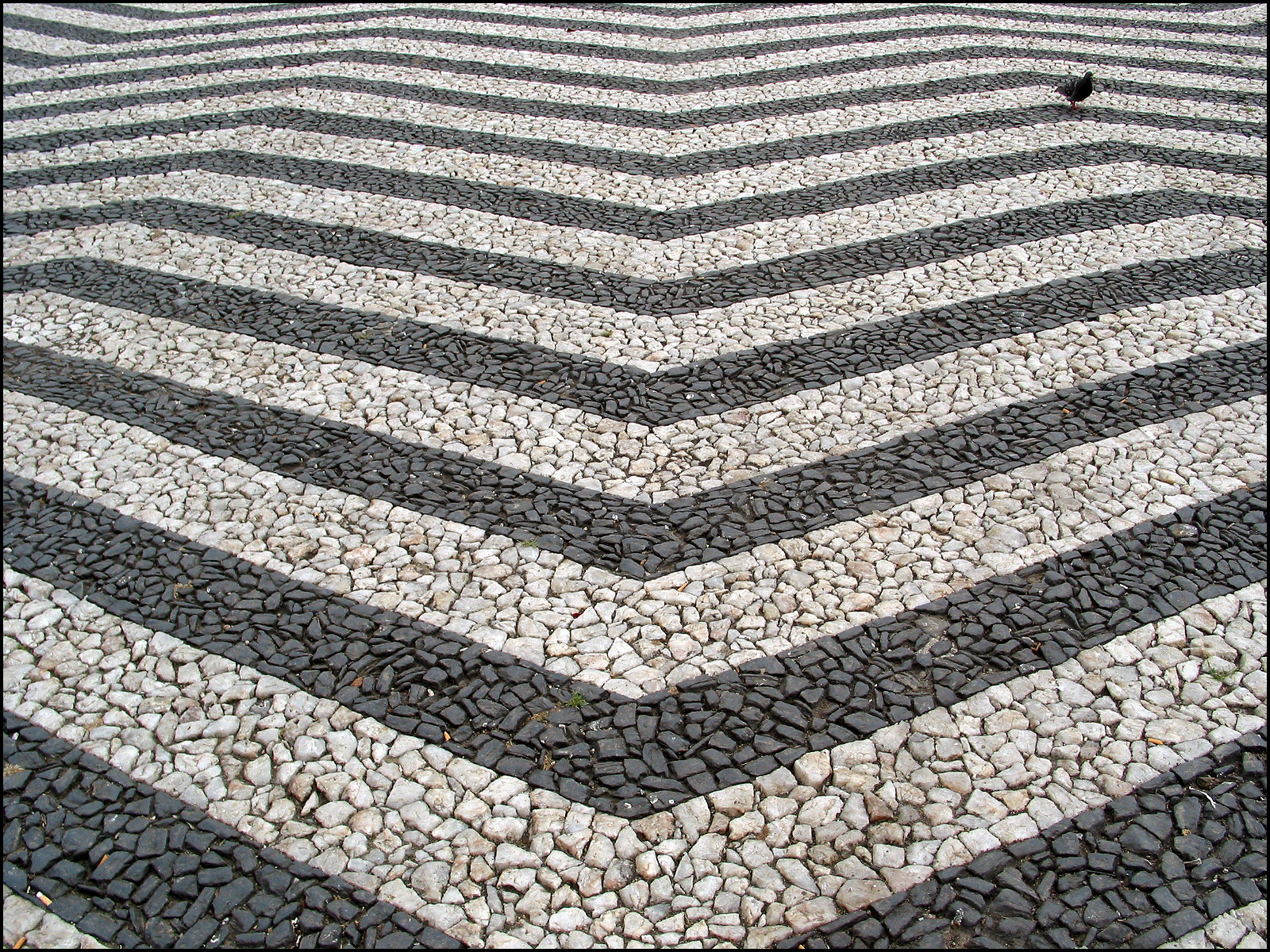
Guimarães
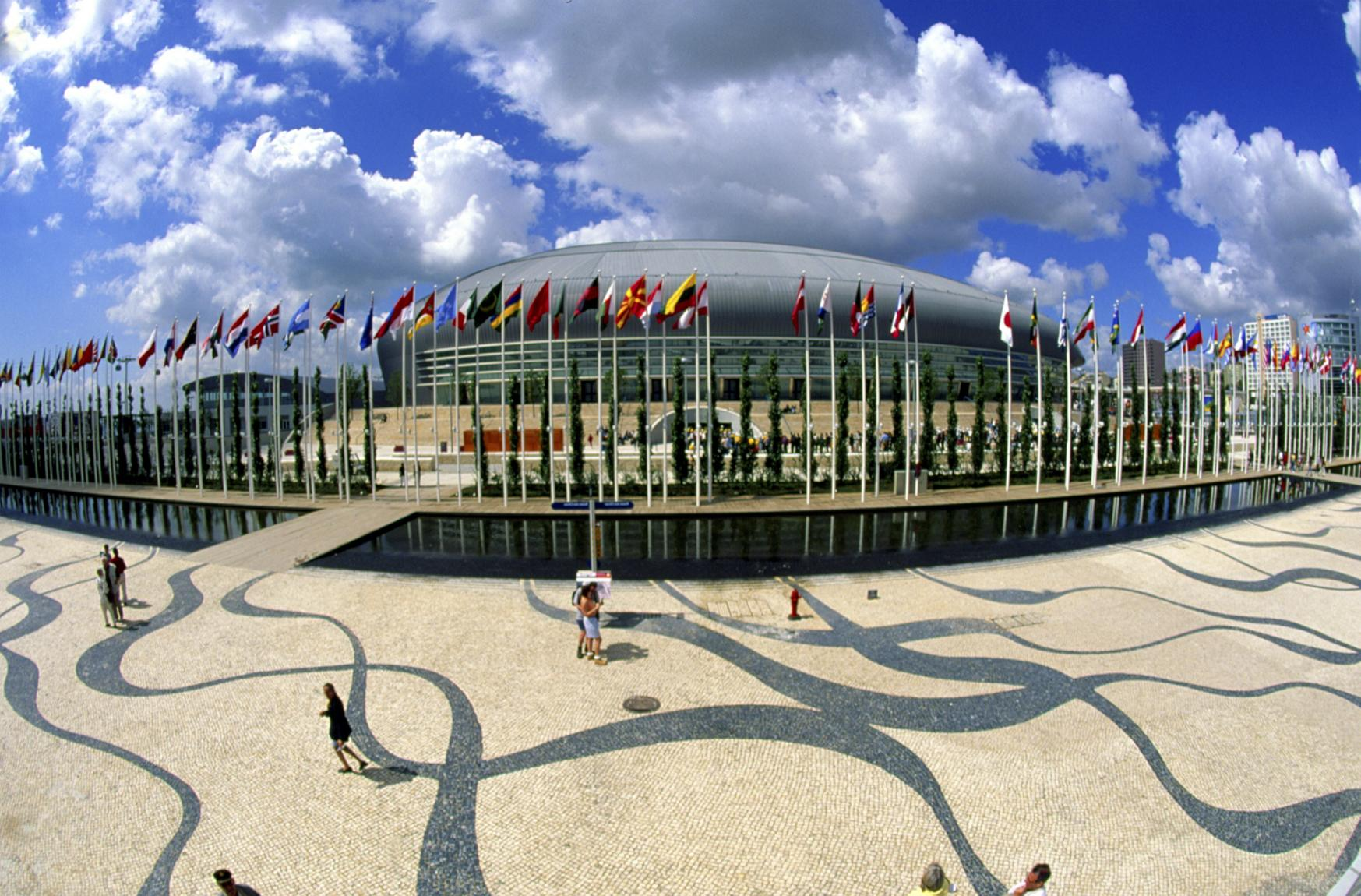
Parque das Nações, Lisboa
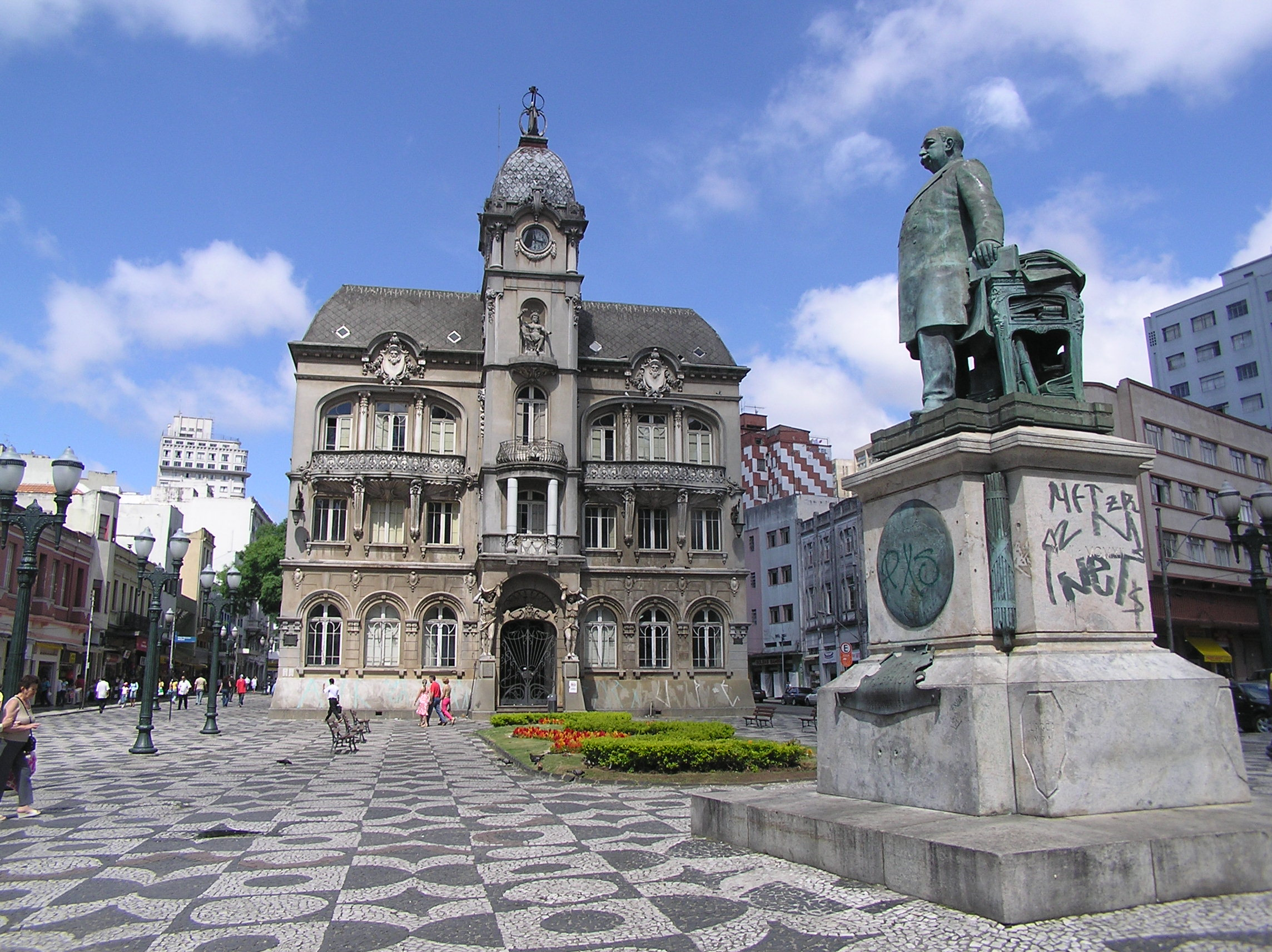
Praça Generoso Marques, Curitiba
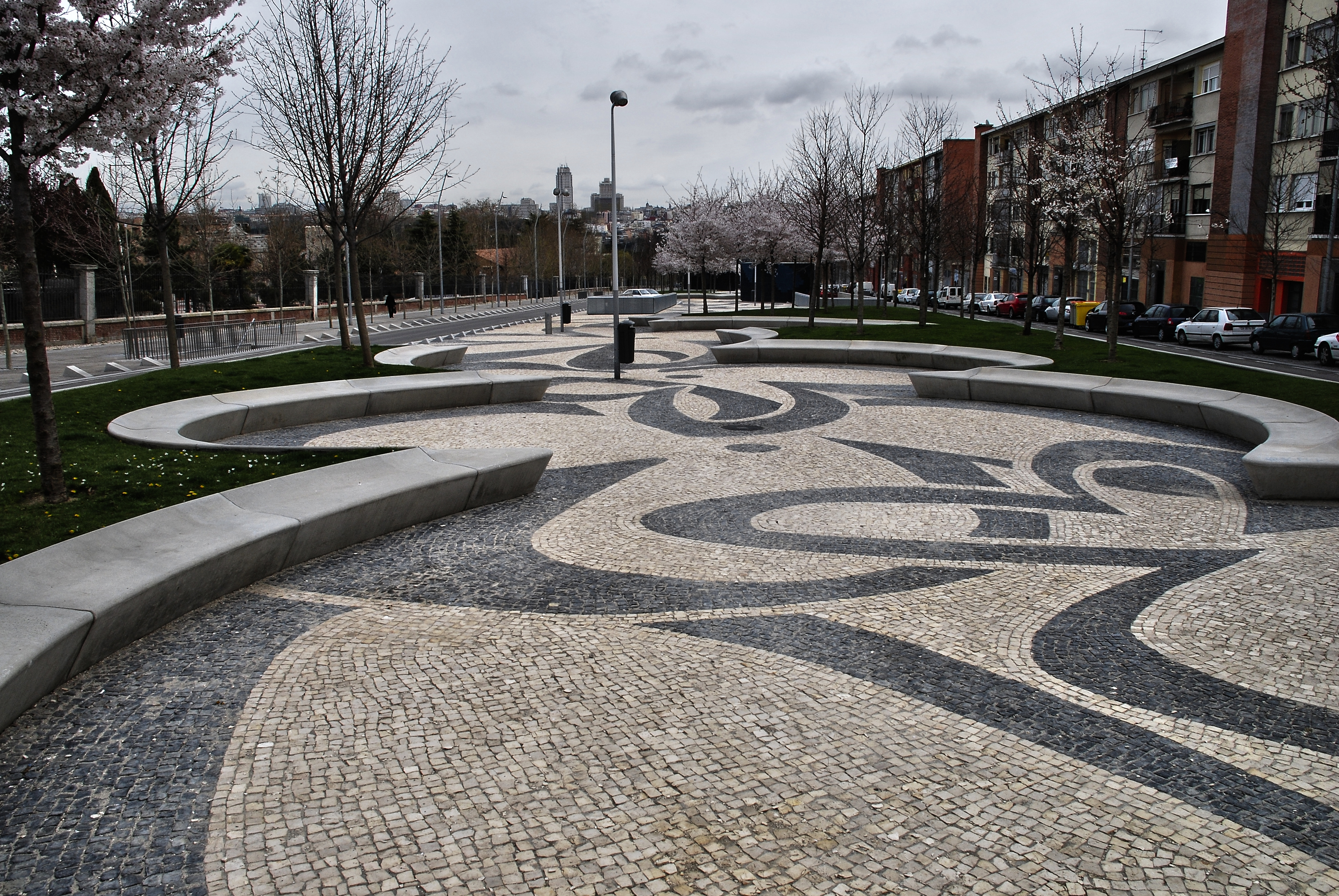
Avenida de Portugal en Madrid
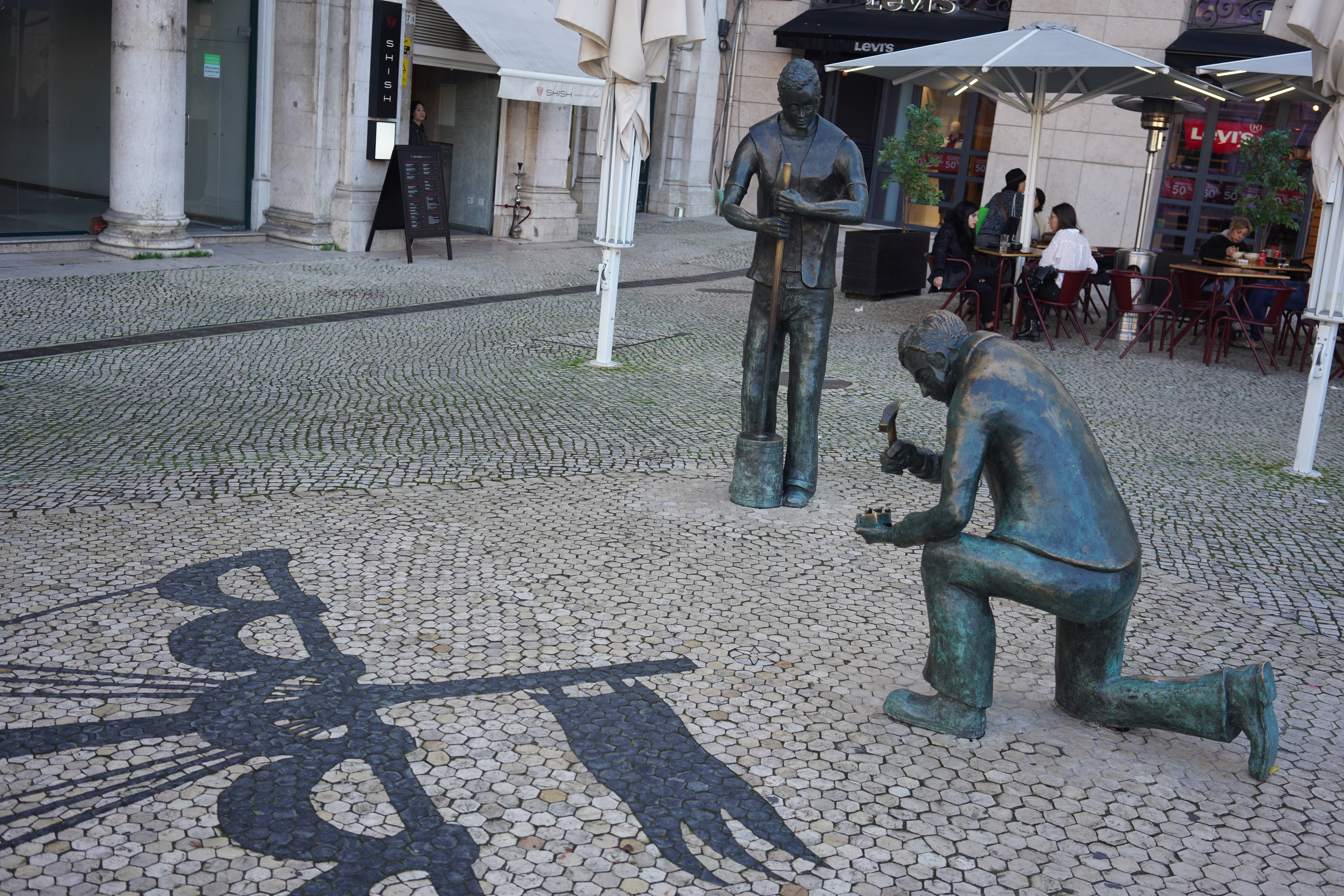
Monumento a los calceteiros, Lisboa